# Małgorzata Obłoza
Małgorzata Obłoza (również jako Małgorzata Kornacka; ur. 18 lipca 1953 w Warszawie – polska kostiumograf filmowa, absolwentka Technikum Modelarskiego. Jest członkinią Stowarzyszenia Filmowców Polskich.
Jako kostiumograf pracowała przy blisko 80 obrazach (filmy fabularne, dokumentalne i seriale). Współpracowała m.in. z reżyserami: Krzysztofem Kieślowskim, Sylwestrem Chęcińskim, Jackiem Bromskim, Radosławem Piwowarskim, Oddvarem Einarsonem.

## Wybrana filmografia
- Dzień czwarty (1984)
- Nieproszony gość (1986)
- Bohater roku (1986)
- Krótki film o zabijaniu (1987)
- Piłkarski poker (1988)
- Krótki film o miłości (1988)
- Havet stiger (1990)
- Rozmowy kontrolowane (1991)
- Samowolka (1993)
- Autoportret z kochanką (1996)
- A Mi szerelmünk (tytuł polski: Spotkania, pożegnania) (1999)
- To ja, złodziej (2000)
- Galerianki (2009)